# Victoriano Zaragozano Zapater
Victoriano Zaragozano y Zapater (La Puebla de Albortón, Zaragoza, 12 de enero de 1545 - La Puebla de Albortón, 29 de marzo de 1602) fue un médico y astrónomo español.

## Biografía
Hijo de Miguel Zaragozano y Gracia Zapater; cursó filosofía, recibió el grado de bachiller en artes y el de doctor en medicina, además de dedicarse a la astronomía y las matemáticas. Fue muy popular en su época debido a la publicación de almanaques, haciendo competencia al también astrónomo español Jerónimo Cortés. En sus almanaques ya constaban los pronósticos meteorológicos. Su actividad hizo que siglos después, en el año 1840, el estudiante aragonés Mariano Castillo y Ocsiero elabore un almanaque muy popular que denominó Calendario Zaragozano en su honor.

## Obra
- Repertorio de los tiempos, compuesto por Juan Alemán, doctor en medicina, corregido y enmendado por el doctor Victorian Zaragozano. Contiene las conjunciones, oposiciones, cuartos ó quintos de la luna, hasta el año de 1610 (Zaragoza, 1583)[1]
- Lunario y repertorio de los tiempos que sirve á toda Europa, calculado y compuesto al Meridiano, y elevacion del Polo de la muy insigne y real ciudad de Zaragoza, que sirve hasta el año de 1910, dedicado al serenísimo señor don Felipe de Austria, príncipe de Asturias (Zaragoza, 1584; ídem, 1587)[1]
- Lunario y discurso del tiempo sobre el año de 1592, calculado al meridiano y elevacion del Polo de la ciudad de Zaragoza (Zaragoza, 1592)[1]
- Lunario y repertorio de los tiempos, que sirve para toda Europa, dedicado al rey don Felipe, con el arte del Cómputo castellano (Zaragoza, 1594; ídem, 1599)[1]
- Compendio breve de la cura de la peste, con la cual cada uno se puede curar sin consulta de médicos, recopilada de muchos autores (Zaragoza, 1597)[1]